# Championnat du Salvador de football 1957-1958
Navigation
Saison précédente Saison suivante
La Primera División 1957-1958 est la neuvième édition de la première division salvadorienne.
Lors de ce tournoi, le CD Atlético Marte a tenté de conserver son titre de champion du Salvador face aux dix meilleurs clubs salvadoriens.
Chacun des onze clubs participant était confronté deux fois aux dix autres équipes.

## Les 11 clubs participants
| \| San Salvador : Leones CD Atlético Marte Atlante San Alejo CD Dragon Club Deportivo FAS CD Santa Anita CD Independiente CD Juventud Olímpica San Salvador CD Luis Ángel Firpo San Salvador Once Municipal Club Deportivo FAS CD Santa Anita Universidad Barrios \| Localisation des clubs engagés dans le championnat. |
| San Salvador : Leones CD Atlético Marte Atlante San Alejo CD Dragon Club Deportivo FAS CD Santa Anita CD Independiente CD Juventud Olímpica San Salvador CD Luis Ángel Firpo San Salvador Once Municipal Club Deportivo FAS CD Santa Anita Universidad Barrios                                                           |

| Club                        | Stade                        | Capacité          | Ville          |
| Atlante San Alejo (en)      | Stade inconnu                | Capacité inconnue | San Alejo      |
| CD Dragon                   | Stade Juan Francisco Barraza | 10 000            | San Miguel     |
| Club Deportivo FAS          | Stade Oscar Quiteño          | 15 000            | Santa Ana      |
| CD Independiente            | Stade inconnu                | Capicité inconnue | San Vicente    |
| CD Juventud Olímpica        | Stade Ana Mercedez           | 8 000             | Sonsonate      |
| Leones (en)                 | Stade inconnu                | Capacité inconnue | San Salvador   |
| CD Luis Ángel Firpo         | Stade Sergio Torres          | 5 000             | Usulután       |
| CD Atlético Marte           | Stade Cuscatlán              | 45 925            | San Salvador   |
| Once Municipal              | Stade Simeón Magaña          | 5 000             | Ahuachapán     |
| CD Santa Anita              | Stade inconnu                | Capacité inconnue | Santa Ana      |
| Universidad Gerardo Barrios | Complejo Deportivo España    | Capacité inconnue | Ciudad Barrios |

## Compétition
Les onze équipes affrontent à deux reprises les dix autres équipes selon un calendrier tiré aléatoirement.
Le classement est établi sur l'ancien barème de points (victoire à 2 points, match nul à 1, défaite à 0).
Le départage final se fait selon les critères suivants :
- Le nombre de points.
- Un match d'appui pour départager les équipes si le titre ou la relégation est en jeu.
- La différence de buts générale.

### Classement
| Rang | Équipe                          | Pts | J  | G  | N | P  | Bp | Bc | Diff |
| ---- | ------------------------------- | --- | -- | -- | - | -- | -- | -- | ---- |
| 1    | Club Deportivo FAS              | 33  | 20 | 16 | 1 | 3  | 59 | 24 | +35  |
| 2    | Once Municipal                  | 27  | 20 | 11 | 5 | 4  | 30 | 18 | +12  |
| 3    | Atlante San Alejo (en)          | 26  | 20 | 10 | 6 | 4  | 46 | 19 | +27  |
| 4    | CD Atlético Marte (T)           | 25  | 20 | 9  | 7 | 4  | 44 | 29 | +15  |
| 5    | Leones (en) (P)                 | 19  | 20 | 7  | 5 | 8  | 22 | 32 | -10  |
| 6    | CD Dragon                       | 18  | 20 | 6  | 6 | 8  | 24 | 31 | -7   |
| 7    | CD Juventud Olímpica            | 16  | 20 | 7  | 2 | 11 | 27 | 36 | -9   |
| 8    | CD Independiente                | 15  | 20 | 5  | 5 | 10 | 27 | 39 | -12  |
| 9    | CD Santa Anita                  | 15  | 20 | 5  | 5 | 10 | 17 | 34 | -17  |
| 10   | CD Luis Ángel Firpo             | 13  | 20 | 4  | 5 | 11 | 24 | 40 | -16  |
| 11   | Universidad Gerardo Barrios (P) | 13  | 20 | 4  | 5 | 11 | 23 | 41 | -18  |

| Légende : Qualifications et relégations | Légende : Qualifications et relégations                  |
| --------------------------------------- | -------------------------------------------------------- |
|                                         | Relégué en Segunda División                              |
|                                         | (T) : Tenant du titre (P) : Promu de la saison 1956-1957 |

## Bilan du tournoi
| Tableau d'Honneur          |                    |
| Compétition                | Vainqueur          |
| Primera División 1957-1958 | Club Deportivo FAS |

| Promotions et relégations   |                                                        |
| Relégué en Segunda División | Once Municipal CD Luis Ángel Firpo Universidad Barrios |
| Promu de Segunda División   | CD Águila Alianza FC                                   |